# Schizomus procerus
Espèce
Synonymes
- Trithyreus procerus Hansen, 1905

Schizomus procerus est une espèce de schizomides de la famille des Hubbardiidae.

## Distribution
Cette espèce est endémique de Singapour,.

## Description
Le mâle mesure 3,6 mm et la femelle 3,7 mm.

## Publication originale
- Hansen & Sørensen, 1905 : The Tartarides, a tribe of the order Pedipalpi. Arkiv för Zoologi, vol. 2, no 8, p. 1-78 (texte intégral).